# Cerro Patilla Pata
Cerro Patilla Pata är ett berg i Chile. Det ligger i den norra delen av landet, 1 700 km norr om huvudstaden Santiago de Chile. Toppen på Cerro Patilla Pata är 5 412 meter över havet.
Terrängen runt Cerro Patilla Pata är huvudsakligen lite bergig. Trakten runt Cerro Patilla Pata är nära nog obefolkad, med mindre än två invånare per kvadratkilometer.. Det finns inga samhällen i närheten.
Omgivningarna runt Cerro Patilla Pata är i huvudsak ett öppet busklandskap.